# 1919 au Maroc
Chronologie du Maroc
- 1915
- 1916
- 1917
- 1918
- 1919
- 1920
- 1921
- 1922
- 1923

Cet article présente les faits marquants de l'année 1919 au Maroc ou relatifs au Maroc.

## Événements
- Effectifs militaires français au Maroc : 102 289 [1].
- Début de la Guerre du Rif[2].
- L'Olympique Marocain (en arabe : الأولمبيك المغربي), plus couramment abrégé en OM, est un club marocain omnisports fondé en 1919 et basé à Agdal, un quartier de Rabat.
- Crise monétaire au Maroc[3].